# Libertatea de reuniune

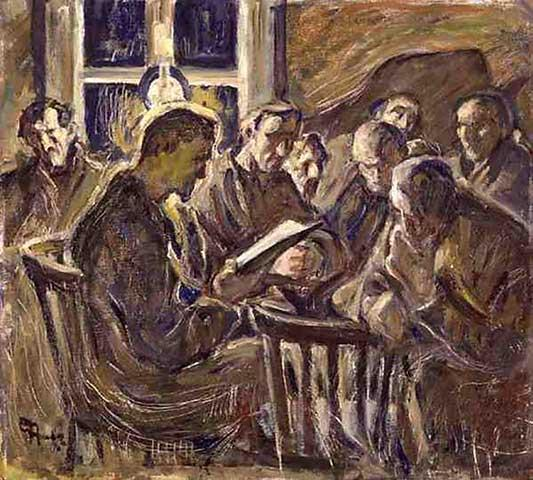
„Sammankomsten” („Întâlnirea”), pictură în ulei de Ester Almqvist, originala la Nationalmuseum. Tabloul a fost ales de ONU ca motiv pentru o ștampilă care comemorează instituirea Declarației Universale a Drepturilor Omului, paragraful 20: Dreptul de adunare

Libertatea de reuniune pașnică, uneori folosită în mod interschimbabil cu libertatea de asociere, este dreptul sau capacitatea individuală a oamenilor de a se reuni și de a exprima colectiv, de a promova, de a urmări și de a-și apăra ideile colective sau comune. Dreptul la libertatea de asociere este recunoscut drept un drept uman, drept politic și libertate civilă. 
Termenii libertate de reuniune și libertatea de asociere pot fi folosiți pentru a face distincția între libertatea de a aduna în locuri publice și libertatea de a vă asocia o asociație. Libertatea de reuniune este adesea folosită în contextul dreptului la protest, în timp ce libertatea de asociere este folosită în contextul drepturilor muncii, iar în Constituția Statelor Unite se interpretează că înseamnă atât libertatea de a aduna, cât și libertatea de a se alătura asociere. Constituția Statelor Unite prevede în mod explicit „dreptul oamenilor de a se reuni în mod pașnic și de a solicita Guvernului o reparație a nemulțumirilor” în Primul amendament.

## Legături externe
- Guidelines on Freedom of Peaceful Assembly OSCE/ODIHR, 2007
  - Guidelines on Freedom of Peaceful Assembly (2nd edition) Venice Commission and OSCE/ODIHR, 2010